# Diocèse de Mazara del Vallo
Le diocèse de Mazara del Vallo (en latin : Diœcesis Mazariensis ; en italien : Diocesi di Mazara del Vallo) est un diocèse de l'Église catholique en Italie, suffragant de l'archidiocèse de Palerme et appartenant à la région ecclésiastique de Sicile.

## Territoire

région ecclésiastique de Sicile avec le diocèse de Mazara del Vallo en rouge (avec l'île de Pantelleria)

Le diocèse est situé dans une partie du libre consortium municipal de Trapani (auparavant province de Trapani) avec l'île de Pantelleria, l'autre partie du consortium étant dans le diocèse de Trapani, ces deux diocèses sont suffragants de l'archidiocèse de Palerme tout comme le diocèse de Cefalù et l'archidiocèse de Monreale. Il possède un territoire de 1 374 km2 divisé en 63 paroisses et regroupées en 5 archidiaconés.
Le siège épiscopal est dans la ville de Mazara del Vallo où se trouve la cathédrale du Saint-Sauveur. Le saint patron du diocèse est saint Guy (Vito en italien) et la patronne secondaire est Notre Dame du Paradis. Cette image de la Vierge aurait bougée les yeux a plusieurs reprises en 1797.

## Histoire
Le diocèse de Mazara est le premier diocèse érigé par les Normands en Sicile par un décret de 1093 de Roger Ier de Sicile qui avait conquis la ville en 1072. Il est l'héritier de l'ancien diocèse de Lilibeo disparu pendant la domination arabe de l'île. Initialement très grand, il s'étendait de l'embouchure de la Belice près de la ville de Palerme incluant l'actuelle consortium de Trapani et une partie de ville métropolitaine de Palerme. Le décret confirmé par Roger II en 1144 contenait également toute une série de donations féodales. Le premier évêque à être nommé est Étienne de Fer (it) (documenté de 1093 à 1124 ), parent du comte Roger et bénédictin de l'abbaye de Sant'Eufemia en Calabre.
L'érection du diocèse est approuvée par le pape Urbain II le 10 octobre 1098 et confirmée par son successeur Pascal II le 15 octobre 1100. Dès le début, le diocèse est suffragant de l'archidiocèse de Palerme comme en témoignent les bulles de l'antipape Anaclet II (1130) et du pape Adrien IV (1156). En 1176 l'évêque Tustino cède des territoires à l'abbaye de Santa Maria Nuova di Monreale qui est élevée, peu de temps après, au rang d'archidiocèse métropolitain (aujourd'hui l'archidiocèse de Monreale). Lors de la participation au concile de Trente, l'évêque de Mazara, Giacomo Lomellino Del Campo (1562-1571) se voit confier par les pères conciliaires la tâche d'écrire la partie concernant la doctrine sur le mariage catholique. L'évêque Antonio Lombardo (1573-1579) était également au concile, et de retour à Mazara, il célèbre le premier synode diocésain pour la mise en œuvre des réformes tridentines. Entre 1690 et 1694, l'évêque Francesco Maria Graffeo reconstruit l'ancienne cathédrale normande en style baroque rénové en 1970 à la suite du tremblement de terre de 1968. 
Le 20 mai 1844, il cède des territoires pour l'agrandissement de l'archidiocèse de Monreale et le 31 mai de la même année, il est amputé d'une partie de son district pour l'érection du diocèse de Trapani. Un autre transfert territorial a lieu le 24 septembre 1950 lorsque des municipalités de Mazara sont transférées au diocèse de Trapani tandis que l'île de Pantelleria est intégrée au diocèse de Mazara.
En 1993, le diocèse célèbre le neuvième centenaire de sa fondation, au cours de laquelle il reçoit la visite de Jean-Paul II. En souvenir de l'événement, Mgr Catarinicchia fait placé une colonne de l'ancienne cathédrale normande devant la cathédrale.

## Sources
- (it) Cet article est partiellement ou en totalité issu de l’article de Wikipédia en italien intitulé « Diocesi di Mazara del Vallo » (voir la liste des auteurs).
- (en) Catholic Hierarchy